# Morolake Ogunoye
Morolake Mobolaji Ogunoye (15 aprile 1983) è un'ex cestista nigeriana.

## Carriera
Con la Nigeria ha disputato i Campionati mondiali del 2006.